# King Arthur Park (Montana)
King Arthur Park es un lugar designado por el censo ubicado en el condado de Gallatin en el estado estadounidense de Montana. En el Censo de 2020 tenía una población de 1549 habitantes y una densidad poblacional de 1801,16 personas por km².

## Geografía
King Arthur Park se encuentra ubicado en las coordenadas 45°40′5″N 111°7′43″O / 45.66806, -111.12861. Según la Oficina del Censo de los Estados Unidos, King Arthur Park tiene una superficie total de 0.86 km², de la cual 0.82 km² corresponden a tierra firme y (4.22%) 0.04 km² es agua.

## Demografía
Según el censo de 2010, había 738 personas residiendo en King Arthur Park. La densidad de población era de 858,26 hab./km². De los 738 habitantes, King Arthur Park estaba compuesto por el 91.87% blancos, el 0.68% eran afroamericanos, el 2.3% eran amerindios, el 1.36% eran asiáticos, el 0% eran isleños del Pacífico, el 0.95% eran de otras razas y el 2.85% pertenecían a dos o más razas. Del total de la población el 2.57% eran hispanos o latinos de cualquier raza.